# Ланд, Дианна

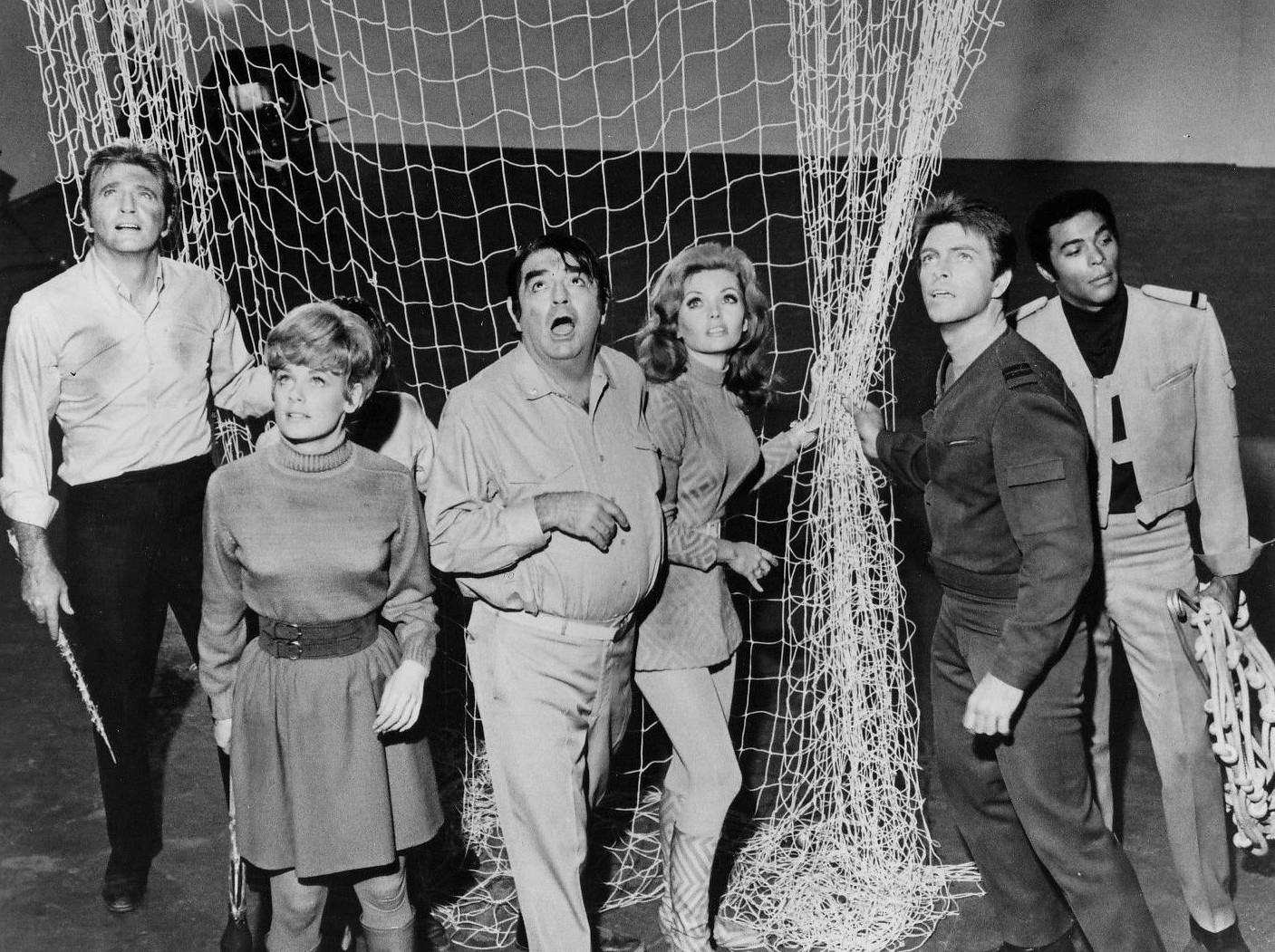
«Земля великанов» (1968—1970). Слева направо: Мэтисон, Дон, Янг, Хизер (актриса), Курт Казнар, Дианна Ланд, Гэри Конуэй и Маршалл, Дон (актёр).

Дианна Ланд (англ. Deanna Lund; 30 мая 1937, Ок-Парк, Иллинойс — 22 июня 2018, Сенчери-Сити, Калифорния) — американская актриса кино и телевидения.

## Биография
Дианна Ланд родилась 30 мая 1937 года в городе Ок-Парк (штат Иллинойс, США). Отец — Артур Ланд, управляющий пляжным мотелем (по другим данным — адвокат). Было две сестры. Когда девочке было восемь лет, с семьёй переехала в город Дейтона-Бич (штат Флорида), там она выросла, там она поступила в Колледж Роллинса, в котором она изучала драматическое искусство, окончила его, вышла замуж. Работала моделью, секретаршей, ведущей прогноза погоды, а с 1963 года начала сниматься в телесериалах, с 1965 года — в кинофильмах. В начале 1968 года Роман Полански предложил Ланд заметную роль в своём фильме «Ребёнок Розмари», но девушка была вынуждена отказаться из-за других предложений (в настоящее время «Ребёнок Розмари» приобрёл культовый статус и считается одним из величайших фильмов ужасов всех времён; по версии Американского института кино картина занимает 9-е место в списке 100 самых остросюжетных американских фильмов за 100 лет). Ланд довольно активно снималась в течение второй половины 1960-х годов, затем её карьера пошла на спад, хотя она продолжала изредка появляться на экранах вплоть до 80-летнего возраста.
В 1992 году свет увидела книга Ланд «Валери в Стране великанов».
Дианна Ланд скончалась 22 июня 2018 года в районе Сенчери-Сити города Лос-Анджелес (штат Калифорния) от рака поджелудочной железы в возрасте 81 года.

### Личная жизнь
Дианна Ланд была замужем трижды:
- В июня 1958 года она вышла замуж за своего одноклассника по имени Уилбур Оуэн Апсон. В 1963 году пара развелась, от брака остались двое детей.
- 16 апреля 1970 года она вышла замуж за актёра Дона Мэтисона[англ.] (1929—2014)[9]. В конце 1970-х годов пара развелась, от брака осталась дочь Мишель[англ.] (род. 1971), которая стала малоизвестной актрисой[10] и писательницей[4].
- 29 августа 1980 года она вышла замуж за человека по имени Джеймс Даффи[8]. Позднее пара развелась, детей у них не было.

В 1995 году она начала встречаться с известным тележурналистом Ларри Кингом (ему в то время было 62 года, ей — 57 лет), через пять недель после знакомства пара была помолвлена, но до заключения брака так и не дошло.

## Избранная фильмография

### Широкий экран
В титрах указана
- 1965 — Доктор Голдфут и бикини-машины / Dr. Goldfoot and the Bikini Machine — «бикини-машина» (андроид)
- 1966 — Джонни Тигр[англ.] / Johnny Tiger — Луиза
- 1966 — Вне поля зрения[англ.] / Out of Sight — Тафф Бод
- 1966 — Жало смерти[англ.] / Sting of Death — Джессика
- 1966 — Пятое измерение[англ.] / Dimension 5 — мисс Суит
- 1968 — Паника в городе[англ.] / Panic in the City — блондинка
- 1980 — Тяжкий труд[англ.] / Hardly Working — Милли
- 1985 — Стик[англ.] / Stick — Диана
- 1989 — Эльфы[англ.] / Elves — мать Кирстен
- 1989 — Поворот на Трансильванию / Transylvania Twist — учительница

В титрах не указана
- 1966 — Оскар[англ.] / The Oscar — девушка в бикини
- 1966 — Рай в гавайском стиле / Paradise, Hawaiian Style — медсестра
- 1966 — Выходные в Калифорнии / Spinout — рыжеволосая красавица
- 1966 — Свингер[англ.] / The Swinger — модель
- 1967 — Тони Роум[англ.] / Tony Rome — Джорджия МакКэй, стриптизёрша-лесбиянка[4][13]

### Телевидение
- 1965 — Правосудие Бёрка[англ.] / Burke's Law — Уэк (в эпизоде Peace, It's a Gasser[англ.])
- 1966 — Ларедо[англ.] / Laredo — «Вишенка» (в эпизоде The Sweet Gang)
- 1967 — К.О.Т.[англ.] / T.H.E. Cat — Сэнди Лоренс (в эпизоде Design for Death)
- 1967 — Бэтмен / Batman — Анна Грэм (в 2 эпизодах[англ.])
- 1967 — Боб Хоуп представляет: Театр «Крайслер»[англ.] / Bob Hope Presents the Chrysler Theatre — разные роли (в 2 эпизодах)
- 1968—1970 — Земля великанов[англ.] / Land of the Giants — Валери Эймс Скотт[14] (в 51 эпизоде[англ.])
- 1972 — Поиск[англ.] / Search — Линда Харт (в эпизоде The Adonis File)
- 1972 — Любовь по-американски[англ.] / Love, American Style — Вида (в эпизоде Love and the First Kiss)
- 1975 — Уолтоны / The Waltons — миссис Виола Грэдди (в эпизоде The Prophecy[англ.])
- 1978 — Невероятный Халк[англ.] / The Incredible Hulk — Терри Энн (в эпизоде Of Guilt, Models and Murder[англ.])
- 1992 — Одержимость[англ.] / Obsessed — Кэтрин

В роли самой себя
- 1969 — Голливудские квадраты[англ.] / Hollywood Squares — в 5 выпусках
- 1970 — Викторина «Пантомима»[англ.] / Pantomime Quiz — в 3 выпусках